# Любовная история галлов
«Любовная история галлов» (фр. Histoire amoureuse des Gaules) — книга французского писателя Роже де Бюсси-Рабутена, написанная в 1660 году и впервые опубликованная в 1665 году. Считается наиболее значительным произведением этого автора.
«Любовная история галлов» представляет собой сатирическую любовную хронику французского двора в начале царствования Людовика XIV. Она долго ходила в рукописях и подпольных изданиях и обрела широкую популярность. Бюсси-Рабютен благодаря этой книге получил прозвище «французский Петроний», был избран во Французскую академию. Из-за скандальности содержания «Любовной истории» её автор некоторое время провёл в заключении в Бастилии, а позже был выслан из Парижа.

## История текста и восприятие
Идея написать «Любовную историю» пришла в голову Бюсси-Рабютену весной 1660 года. Тогда он две недели провёл со своей возлюбленной, госпожой де Монгла, в Лионе, где та оправлялась после оспы. Всё это время Бюсси-Рабютен развлекал любимую и навещавших их друзей историями о «галантных приключениях» разных кавалеров и дам той эпохи. Летом того же года он собрал все эти истории и изложил их на бумаге в расширенном виде.
Изначально «Любовная история» не предназначалась для публикации: даже госпоже де Монгла автор прочёл рукопись только зимой 1662 года. Позже по её просьбе он устраивал чтения для некоторых друзей. Катрин де Ла Бом он отдал рукопись всего на один день, но та успела сделать копию, и в течение нескольких месяцев «Любовную историю» прочёл весь высший свет Франции. В 1665 году книга была опубликована в Голландии. Бюсси-Рабютен позже писал, что текст подвергся редактуре и что в книге появились подложные части, но учёные считают, что это была всего лишь попытка переложить на других хотя бы часть ответственности за написанное.
Благодаря скандальности темы книга обрела огромную популярность. Только в 1665 году её издавали семь раз, а позже выходили новые издания — под разными названиями (кроме «Любовной истории галлов» это были «Любовная история Франции» и «Любовные приключения известных дам нашего века») и с разными голландскими городами в выходных данных. Под одной обложкой с произведением Бюсси-Рабутена выпускали другие тексты, которые приписывались тому же автору, — «Галантная история графа де Гиша и Мадам», «Хроника Савойского двора», «Катехизис придворного» и др. Такие сборники, получившие общее название «Галантная Франция», выходили в печать до XX века включительно.
Литературоведы ставят книгу Бюсси-Рабютена в один ряд с другими французскими сборниками исторических анекдотов, опубликованных в те же годы. Это в первую очередь «Галантные дамы» Пьера де Брантома и «Занимательные истории» Таллемана де Рео.